# Valle-d'Orezza

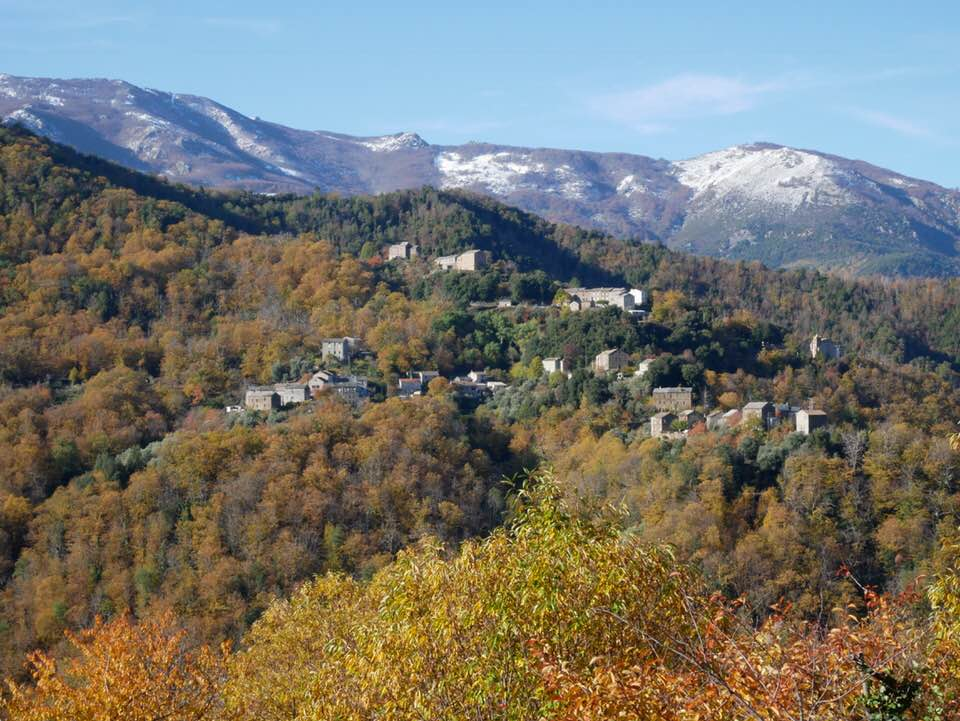
Valle d'Orezza di nuvembre da a Parata...

Valle-d'Orezza est une commune française située dans la circonscription départementale de la Haute-Corse et le territoire de la collectivité de Corse. Le village appartient à la pieve d'Orezza, en Castagniccia. Les communes suivantes : Parata, Monacia, Piazzole, Rapaggio et Valle d'orezza constituent la micro-région "Orezza-Suttana".

## Urbanisme

### Typologie
Au 1er janvier 2024, Valle-d'Orezza est catégorisée commune rurale à habitat très dispersé, selon la nouvelle grille communale de densité à sept niveaux définie par l'Insee en 2022.
Elle est située hors unité urbaine et hors attraction des villes,.

### Occupation des sols
L'occupation des sols de la commune, telle qu'elle ressort de la base de données européenne d’occupation biophysique des sols Corine Land Cover (CLC), est marquée par l'importance des forêts et milieux semi-naturels (99,9 % en 2018), une proportion identique à celle de 1990 (100 %). La répartition détaillée en 2018 est la suivante : 
forêts (99,4 %), milieux à végétation arbustive et/ou herbacée (0,4 %), espaces ouverts, sans ou avec peu de végétation (0,1 %). L'évolution de l’occupation des sols de la commune et de ses infrastructures peut être observée sur les différentes représentations cartographiques du territoire : la carte de Cassini (XVIIIe siècle), la carte d'état-major (1820-1866) et les cartes ou photos aériennes de l'IGN pour la période actuelle (1950 à aujourd'hui).

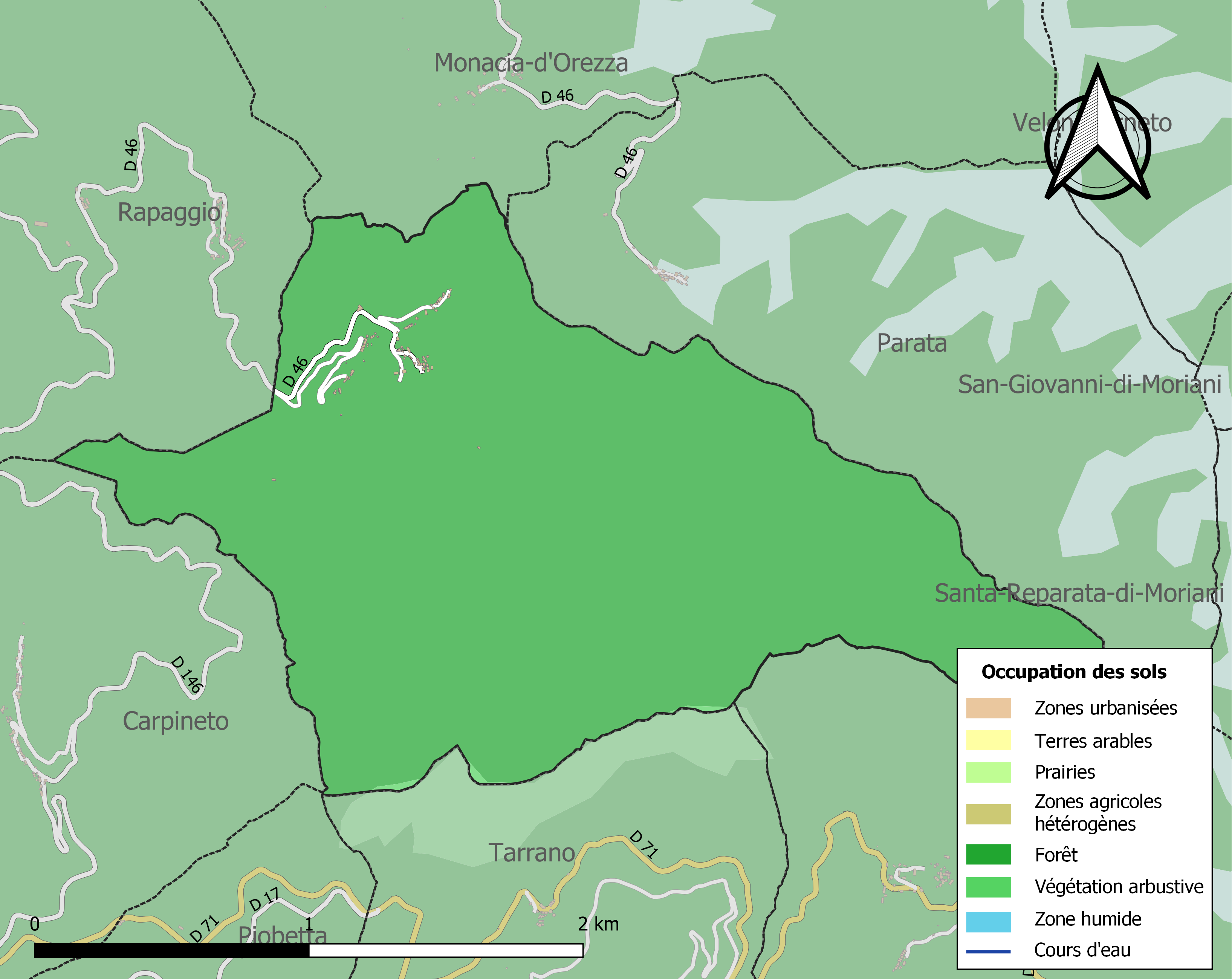
Carte des infrastructures et de l'occupation des sols de la commune en 2018 (CLC).

## Toponymie
Le nom en corse de la commune est A Valle d'Orezza et tient son nom de sa situation en fond de vallée. Ses habitants sont les Vallacci.

## Histoire
"A Valle scura chì m'hai oscurata" sont les propos de Pasquale de Paoli, qui ne réussit pas à soumettre cette commune qui resta fidèle à Mariu Emanuelle Matra jusqu'à la mort de celui-ci (mars 1757).

## Politique et administration
| Période                                  | Période  | Identité                 | Étiquette      | Qualité |
| ---------------------------------------- | -------- | ------------------------ | -------------- | ------- |
| Février 2024                             | En cours | Valérie Sorbara Ferrandi | Sans étiquette |         |
| Les données manquantes sont à compléter. |          |                          |                |         |

## Démographie
L'évolution du nombre d'habitants est connue à travers les recensements de la population effectués dans la commune depuis 1769. Pour les communes de moins de 10 000 habitants, une enquête de recensement portant sur toute la population est réalisée tous les cinq ans, les populations de référence des années intermédiaires étant quant à elles estimées par interpolation ou extrapolation. Pour la commune, le premier recensement exhaustif entrant dans le cadre du nouveau dispositif a été réalisé en 2004.

En 2022, la commune comptait 26 habitants, en évolution de −46,94 % par rapport à 2016 (Haute-Corse : +5,15 %, France hors Mayotte : +2,11 %).
| 1769 | 1782 | 1800 | 1806 | 1821 | 1831 | 1836 | 1841 | 1846 |
| ---- | ---- | ---- | ---- | ---- | ---- | ---- | ---- | ---- |
| 282  | 262  | 265  | 334  | 310  | 307  | 293  | 292  | 339  |

| 1851 | 1856 | 1861 | 1866 | 1872 | 1876 | 1881 | 1886 | 1891 |
| ---- | ---- | ---- | ---- | ---- | ---- | ---- | ---- | ---- |
| 356  | 328  | 297  | 303  | 274  | 299  | 252  | 248  | 268  |

| 1896 | 1901 | 1906 | 1911 | 1921 | 1926 | 1931 | 1936 | 1946 |
| ---- | ---- | ---- | ---- | ---- | ---- | ---- | ---- | ---- |
| 279  | 289  | 228  | 215  | 190  | 199  | 161  | 181  | 168  |

| 1954 | 1962 | 1968 | 1975 | 1982 | 1990 | 1999 | 2004 | 2006 |
| ---- | ---- | ---- | ---- | ---- | ---- | ---- | ---- | ---- |
| 139  | 129  | 91   | 71   | 65   | 50   | 49   | 41   | 46   |

| 2009 | 2014 | 2019 | 2022 | - | - | - | - | - |
| ---- | ---- | ---- | ---- | - | - | - | - | - |
| 45   | 48   | 29   | 26   | - | - | - | - | - |

## Lieux et monuments

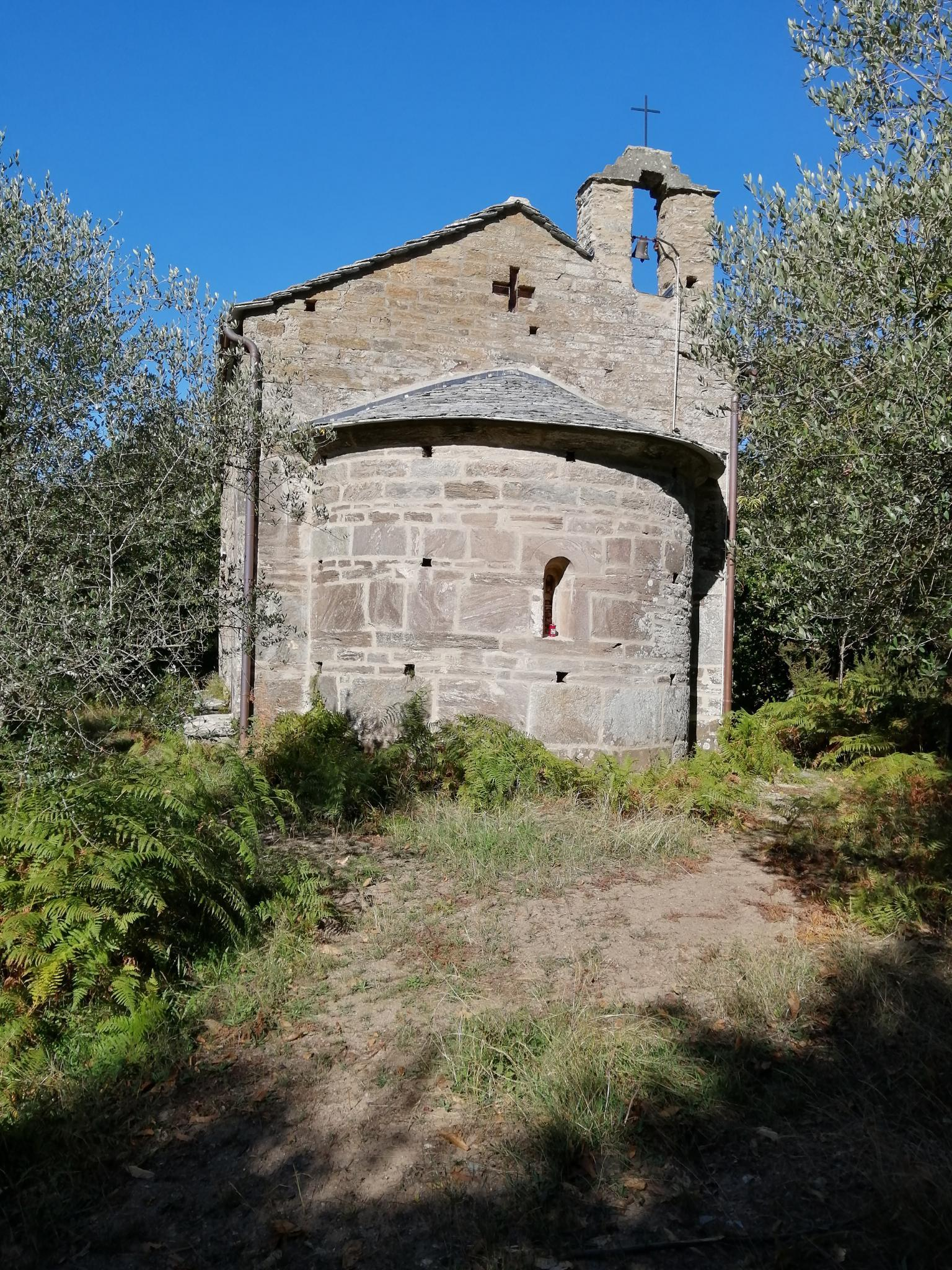
Chapelle de San Ghjorghji (St Georges)

- Chapelle de San Ghjorghji (St Georges)L'église Sainte-Marie, classée monument historique depuis 1976[10].
- À partir du hameau de Tràmica, il est possible de se rendre à "A Funtana Maiò", lieu de pique-nique par excellence. L'eau de cette fontaine est potable et très fraîche, en outre cette "funtana" est bordée de deux terrasses où il fait bon se restaurer...
- Chapelle de San Ghjorghji (St Georges).

## Notes et références

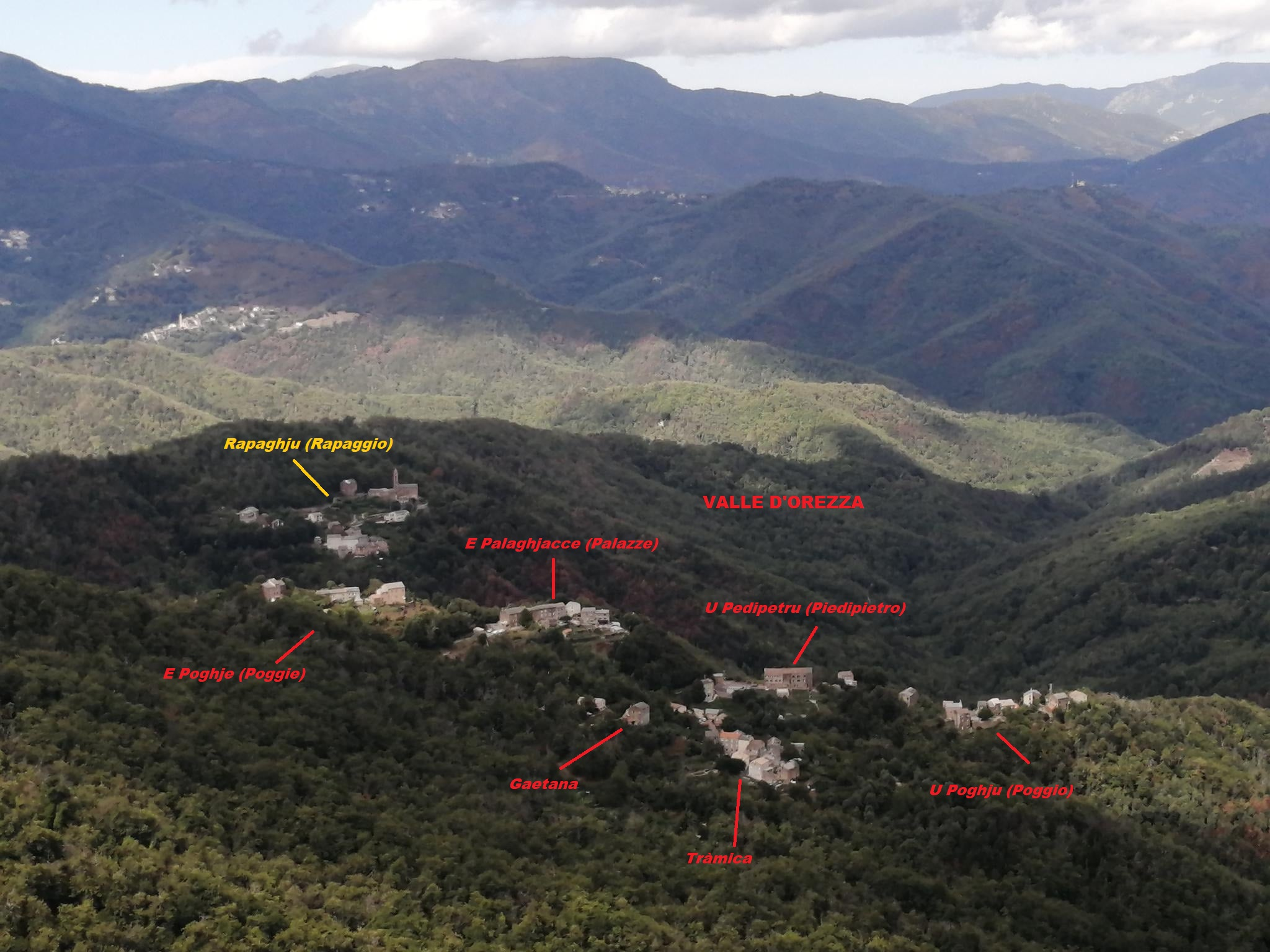
Valle d'Orezza (et Rapaggio) depuis le Monte Zuccarello.